# Dresdner Schule der Kartographie

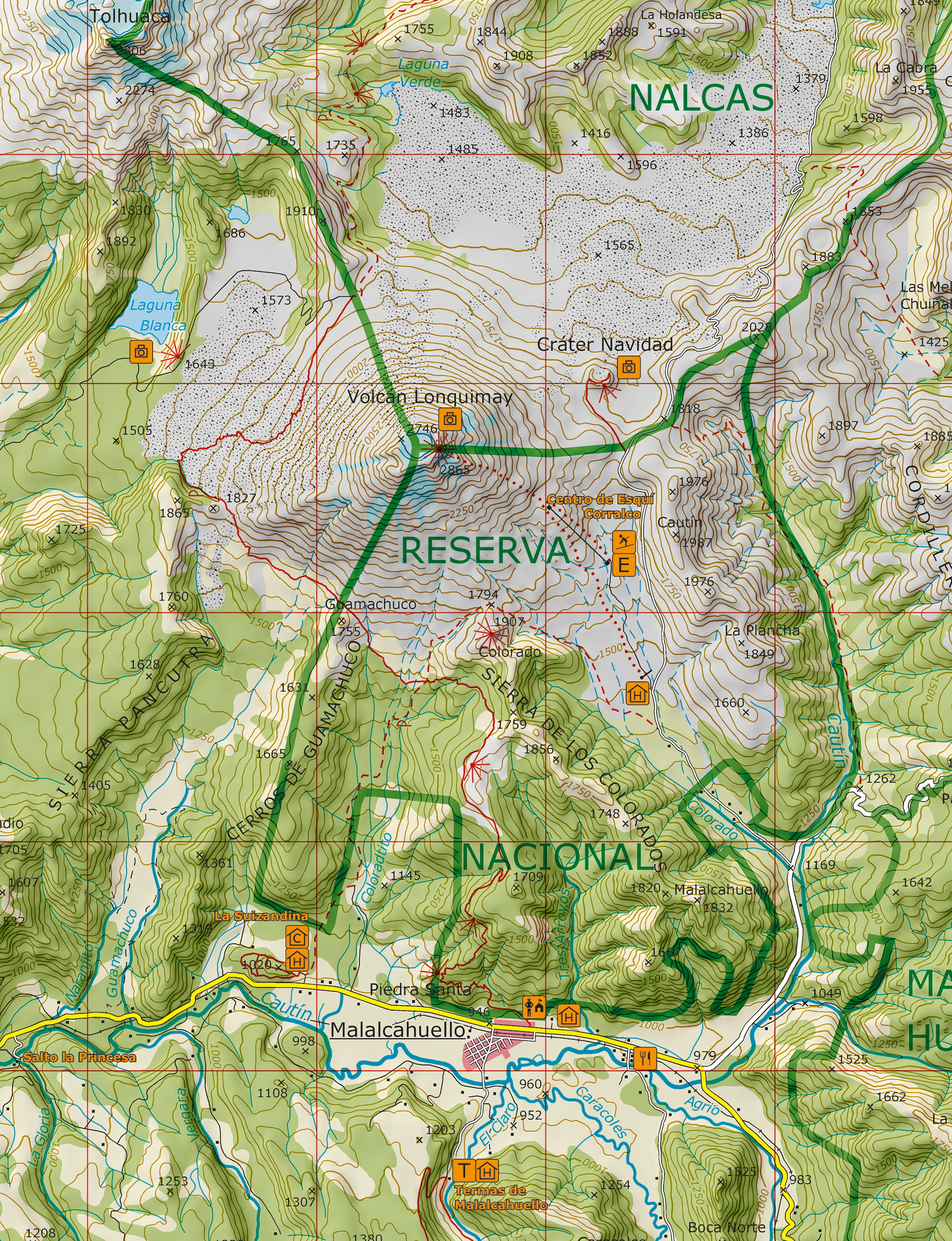
Kartenausschnitt der Region um den Vulkan Lonquimay (Chile) aus Dresdner Produktion

Unter dem Begriff der Dresdner Schule der Kartographie fasst man die Charakteristika zusammen, die für die kartographische Forschung und Lehre am Universitätsstandort Dresden typisch sind.

## Begriffsbestimmung
Die Forschung und Ausbildung im Bereich der Kartographie konnte sich in Dresden in der Vergangenheit und auch noch heute relativ unabhängig als eigenständiger Wissenschaftszweig entwickeln, wohingegen anderenorts eine starke Abhängigkeit von den benachbarten Wissenschaften der Geodäsie, Photogrammetrie oder Geographie sowie eine organisatorische Einbindung in diese besteht. Ein wesentlicher Faktor dafür ist die Existenz des bereits im Jahre 1959 gegründeten Instituts für Kartographie der damaligen Technischen Hochschule und heutigen Technischen Universität Dresden. In engem Zusammenwirken zwischen Forschung und Ausbildung entwickelten sich Eigenheiten, die für die Dresdner Schule der Kartographie typisch sind und die Kartographie auch international nachhaltig beeinflusst haben. Die erst 1992 gegründete Hochschule für Technik und Wirtschaft Dresden, die ebenfalls Forschung und Ausbildung auf dem Gebiet der Kartographie betreibt, hat diese Eigenheiten weitestgehend aufgegriffen und fortgeführt, da eine Reihe von hier tätigen Hochschullehrern in der Vergangenheit selbst an der Technischen Universität Dresden studiert oder in Lehre und Forschung gewirkt haben.

### Thematische Abdeckung
Charakteristisch für die Dresdner Schule der Kartographie ist vor allem die Komplexität und Diversität in Forschung und Lehre zur Kartographie, basierend auf den stetigen Anstrengungen, möglichst alle Themenbereiche der Kartographie abzudecken. Ausdruck findet dies nicht zuletzt auch in der Verschiedenartigkeit der Diplomarbeiten, Dissertationen und Habilitationsschriften, die ein sehr weites Themenspektrum abdecken.

### Karten-Design
Gestalterische Fertigkeiten sind essenziell für Kartografen. Daher wird in der Ausbildung, aber auch in der Forschung in Dresden besonders großer Wert darauf gelegt, alle Aspekte der Kartengestaltung ausführlich von allen Seiten zu beleuchten. Insbesondere in den 1960er und 1970er Jahren war es erklärtes Ziel, das Karten-Design auf systematische Weise so zu optimieren, dass bei größtmöglichem Informationsgehalt der Karten eine gute Lesbarkeit gewahrt bleibt. Dementsprechend zeichnen sich Karten von Dresdner Absolventen mehrheitlich durch eine ausgewogene Farbgebung, eine wohl durchdachte Gestaltung und Dimensionierung der Signaturen, sowie ein besonders klares Schriftbild aus. Diese gestalterischen Qualitäten werden auch in die diversen Auftragsarbeiten des Instituts für Kartographie der Technischen Universität Dresden eingebracht. Beispielgebend dafür ist die prägende Mitarbeit des Instituts am erstmals 1976 erschienenen „Atlas Deutsche Demokratische Republik“ mit vorwiegend Element-Relationskarten und Komplexkarten sowie am „Nationalatlas Bundesrepublik Deutschland“, dessen Pilotband 1997 erschien und der von 2000 bis 2007 vom Leibniz-Institut für Landeskunde in Leipzig herausgegeben wurde. Aber auch bei der Herstellung moderner Alpenvereins-Trekking-Karten wurde das Karten-Design entsprechend grundlegend modernisiert. Bislang sind ein Kartenblatt über den höchsten Vulkan der Erde, den Ojos del Salado in den Anden (2004) und zwei Kartenblätter über das Tienschan-Gebirge (2006 und 2011) erschienen.

### Dresdner Darstellungsmethoden
Während seiner Tätigkeit in Dresden systematisierte, kategorisierte und beschrieb Professor Wolfgang Pillewizer die verschiedenen Möglichkeiten, die zur Wiedergabe von raumbezogenen Informationen zur Verfügung stehen. Inspiriert wurde er dabei von entsprechenden Arbeiten Konstantin Alexejewitsch Salischtschews, die seinerzeit in der westlichen Welt kaum wahrgenommen wurden. Damit schuf er die Grundlagen zur gezielten Erforschung, Optimierung und Anwendung dieser Methoden. Heute sind die allgemeinen Darstellungsmethoden der Kartographie fester Bestandteil der kartografischen Lehre. Mit Bezug auf ihre Herkunft werden diese Methoden in der Literatur des Öfteren auch als Dresdner Darstellungsmethoden bezeichnet.

### Generalisierung
Ein zentrales Thema in der Kartographie ist die Generalisierung. Bereits seit den 1950er Jahren wird hierzu in Dresden gezielt geforscht. Die Entwicklung von mathematischen Gesetzmäßigkeiten für die Ableitung von Folgemaßstäben größermaßstäbiger Karten steht dabei im Mittelpunkt. Das von Friedrich Töpfer in Dresden entwickelte Wurzelgesetz ist bis heute ein viel zitiertes Beispiel für die formale Beschreibung einer Auswahlbedingung zur kartografischen Generalisierung. Teilweise wird sogar die Auffassung vertreten, dass alle Generalisierungsaufgaben mit diesem Wurzelgesetz lösbar seien – eine Ansicht, die von Fachleuten unterschiedlich beurteilt wird. Aktuelle Forschungsarbeiten beschäftigen sich mit der Methodenentwicklung und Prozesssteuerung für die automatische Generalisierung, mit der Relationsmodellierung innerhalb von Multirepräsentationsdatenbanken sowie mit der Entwicklung von Generalisierungsdiensten.

### Fernerkundung
Auf der Auswertung von Luftbildern zur Erzeugung von Karten lag bereits von Beginn an ein besonderes Augenmerk der Forschung und Lehre in Dresden, wohingegen sie damals anderenorts in der Kartographie noch eher eine untergeordnete Rolle spielte. Seit den 1990er Jahren kommt auch die Auswertung von Satellitenbildern hinzu. Die digitale Verarbeitung von Rasterbildern aus der Fernerkundung hat bis heute eine unverändert hohe Bedeutung in der Dresdner Schule der Kartographie. Auch eine Reihe anderer Gebiete der Kartographie werden dadurch beeinflusst. Beispielsweise wird in der Umwelt- und Hochgebirgskartographie in hohem Maße auf Luft- und Satellitenbilder zurückgegriffen.

### Hochgebirgskartographie
Durch die vielen internationalen Forschungsprojekte zur Hochgebirgskartographie, an denen sich das Institut für Kartographie der Technischen Universität Dresden beteiligt, ist die Hochgebirgskartographie seit den Aktivitäten von Wolfgang Pillewizer in der Hochgebirgs- und Gletscherforschung in den 1960er Jahren fester Bestandteil der Dresdner Schule der Kartographie. Dabei ist auch die Nähe Dresdens zum Elbsandsteingebirge von Bedeutung, da dieses im kleinen Maßstab viele der auch für Hochgebirge typischen Formationen bietet und somit ein gutes Übungsfeld für Kartographen darstellt. Neben Arbeiten für die Alpenvereinskartographie – wie beispielsweise die im Abschnitt Karten-Design erwähnten Trekkingkarten für den Alpenverein – und die lange Zeit im Nelles-Verlag herausgegebenen Karten der Arbeitsgemeinschaft für vergleichende Hochgebirgsforschung wurden auch für den chilenischen Verlag TrekkingChile Anden-Karten erstellt. Einen international führenden Arbeitszweig stellt die fernerkundungsbasierte, automationsgestützte 3D-Kartierung von Gletscheroberflächen über lange Zeitreihen dar.

### Umweltkartographie
Die Umweltkartographie ist ein Teilgebiet der thematischen Kartografie, bei dem der Zustand der Biosphäre sowie die Einflüsse darauf kartographisch festgehalten werden. Im weitesten Sinne kann man bereits die thematischen Aufnahmekarten Professor Wolfgang Pillewizers aus den 1960er Jahren dazu zählen. Jedoch gewann die Thematik erst in den 1990er Jahren an Bedeutung, da diese Basis für die Koordinierung des Umwelt- und Landschaftsschutzes wesentlich ist. Seit dieser Zeit sind zahlreiche Diplomarbeiten zu diesem Themengebiet in Dresden entstanden. Schwerpunkte bildeten dabei der Aufbau eines umweltbezogenen Geoinformationssystems für das Gebiet des Katun-Nationalparks im Altai in Zusammenarbeit zwischen der Technischen Universität Dresden und der Universität Barnaul sowie die Beteiligung der Technischen Universität Dresden am Aufbau des Forstlichen Geoinformationssystems des Freistaates Sachsen. Aber auch viele andere internationale Dresdner Projekte befassen sich mit der Umweltkartographie, die dadurch in Forschung und Lehre einen festen Platz in der Dresdner Schule der Kartographie hat.

### Echt-3-D
Seit den 1990er Jahren befasst sich die Dresdner Forschung auch mit der echt-dreidimensionalen, das heißt (auto-)stereoskopischen Darstellung von Geländeformen. Dabei wird allen Möglichkeiten der dreidimensionalen Darstellung nachgegangen, um herauszufinden, welche sich für kartografische Darstellungen unter welchen Voraussetzungen am besten eignet.
Der erste große Erfolg auf diesem Gebiet war ein Stereohologramm des Dachsteingebirges. Erstmals weltweit wurde dabei eine Kombination aus Weißlicht-Transmissionshologramm, holografischem Stereogramm und Bildfeldhologramm in einer hybriden analog-digitalen Herstellungsweise realisiert. Darüber hinaus befasste sich die Dresdner Forschung vor allem mit der Chromostereoskopie, körperlichen Fräsmodellen sowie mit der Lentikularlinsentechnik,
– die sich für die Herausgabe als dreidimensionale Hardcopy-Karten als besonders aussichtsreich erwiesen hat, sowie mit dem Einsatz verschiedener autostereoskopischer Displays für kartographische Zwecke. Anfang 2012 erschien als weltweit erstes Buch auf diesem Gebiet der Band „True-3D in Cartography. Autostereoscopic and Solid Visualisation of Geodata“ von Manfred Buchroithner.

### Theoretische Kartographie
Auch die theoretische Kartographie ist in der Forschung und Lehre in Dresden bereits von Beginn an fest verankert. Das von Rudi Ogrissek 1980 entwickelte Strukturmodell der Theoretischen Kartographie für Lehre und Forschung steht im Mittelpunkt seiner Monografie zur theoretischen Kartographie. Diese war weltweit die erste Publikation dieser Art. Als eigenständiges Lehrfach brachte er die Theoretische Kartographie bereits ab 1972 ein. System- und informationstheoretische Untersuchungen haben Friedrich Töpfer und Werner Stams in den 1970er Jahren durchgeführt. Weitere wichtige Arbeiten zu diesem Themenfeld kamen von Wolf Günther Koch. Aber auch die Arbeiten von Alexander Wolodtschenko zur Kartosemiotik sind von internationaler Bedeutung.